# Pedro Sánchez de Monteagudo

Escudos de los Ricoshombres de Navarra.

Pedro Sánchez de Monteagudo (Reino de Navarra, primera mitad del siglo XIII d. C.- Navarrería, 1276) fue un ricohombre del reino de Navarra cercano a los sucesivos ocupantes de este trono. Fue senescal de Teobaldo I y brevemente gobernador del reino tras la muerte de Enrique I. Enfrentado al nuevo gobernador Eustache Beaumarchais puesto por Felipe III de Francia en la guerra de la Navarrería. Murió asesinado por hombres de García Almoravid cuando planeaba el cambio de bando. Hubo otro Pedro Sánchez de Monteagudo, quizá sobrino suyo, casi coétaneo, con el que no debe confundirse.

## Biografía
Hijo de Sancho Fernández de Monteagudo que fue senescal con Teobaldo I y con Teobaldo II.
Fue tenente del Roncal y del Salazar en 1264 y 1269. Se le titula como señor de Cascante en el homenaje prestado al rey de 1266 por el señor de Agramont.
Casado con Elis o Aelide, champañesa, tuvieron tres hijos: Sancho, primogénito que heredó el señorío de Cascante, Juan y Emilia Sánchez de Monteagudo, estos últimos enfrentados en un pleito sostenido con la Corona navarra que les reclamaba las posesiones de Dicastillo, Aguilar, Aspurz y Bigüézal.
Designado gobernador por las Cortes de Navarra reunidas en Olite el 21 de agosto de 1274. Se inclinó como la mayoría de la nobleza por la alianza con la corona de Aragón, lo que le enfrentó a García Almoravid partidario de la alianza castellana que estaba al mando de la Navarrería. Estos se retaron para dirimir las diferencias, pero no acudió Almoravid al lance. Al no conseguir el desarme de la Navarrería, dimitió del cargo de gobernador y fue sustituido por Eustache Beaumarchais. Por mediación de Gonzalo Ibáñez de Baztán se alió con los de la Navarrería en la guerra de la Navarrería. En una de las treguas, cuando se disponía a cambiar al bando del gobernador fue asesinado junto a sus escuderos y a un amigo, por hombres de Almoravid.